# マツキヨココカラ&カンパニー
株式会社マツキヨココカラ&カンパニー（マツキヨココカラアンドカンパニー、英: MatsukiyoCocokara & Co.）は、ドラッグストア（DgS）運営のマツモトキヨシグループとココカラファイングループを中心とする持株会社。東証プライム市場の上場企業。
2021年（令和3年）10月1日付でココカラファインとの経営統合が成立し、旧商号のマツモトキヨシホールディングスから変更したうえで、再度純粋持株会社へ移行した（後述）。

## 沿革
参照：

### 2000年代
- 2007年（平成19年）10月1日 - マツモトキヨシの単独株式移転により、株式会社マツモトキヨシホールディングスを設立。
- 2008年（平成20年）1月 - 連結子会社のマツモトキヨシの子会社管理事業を吸収。
- 2008年（平成20年）7月 - マツモトキヨシの卸売部門を吸収、事業持株会社に移行。
- 2008年（平成20年）10月1日 - 薬品卸売業の茂木薬品商会の全株式を取得[3]。
- 2009年（平成21年）8月24日 - 大手コンビニエンスストアのローソンとの業務提携を発表[4]。
- 2009年（平成21年）7月1日 - 連結子会社の健康家族とマックスの合併により、マツモトキヨシ甲信越販売を設立[5]。
- 2009年（平成21年）12月21日 - DgS運営のミドリ薬品の株式58.98%を取得[注 2][6][7]。

### 2010年代
- 2010年（平成22年）1月1日 - DgS運営の中島ファミリー薬局の全株式を取得[8]。
- 2010年（平成22年）4月10日 - ラブドラッグスの株式を追加取得、持株比率を90.8%に引き上げ[9]。
- 2011年（平成23年）3月14日 - 同業のキリン堂と、PB商品の共同開発・相互供給に関する合意書を締結[10]。
- 2012年（平成24年）1月1日 - 連結子会社のマツモトキヨシ甲信越販売が、中島ファミリー薬局を吸収合併[11]。
- 2012年（平成24年）2月10日 - DgS運営のイタヤマ・メディコ[12]と、弘陽薬品[13]の全株式をそれぞれ取得。
- 2012年（平成24年）4月1日 - 連結子会社のミドリ薬品がマツモトキヨシの九州事業を統合のうえ、マツモトキヨシ九州販売に商号変更[14]。
- 2012年（平成24年）4月2日 - 調剤事業の連結子会社として、マツモトキヨシファーマシーズを設立[15]。
- 2012年（平成24年）5月14日 - DgS運営のダルマ薬局の全株式を取得[16]。
- 2012年（平成24年）10月1日 - 中四国事業の再編を実施[17]。

| ① マツモトキヨシの中四国事業を、マツモトキヨシ中四国販売として分社化。 |  | ② マツモトキヨシ中四国販売が、ラブドラッグスを子会社化。 |

- 2012年（平成24年）10月1日 - DgS運営のモリスより、モリスリテールの全株式を取得[18]。
- 2013年（平成25年）2月 - DgS運営の杉浦薬品の全株式を取得[19]。
- 2013年（平成25年）3月31日 - 連結子会社のユーカリ広告[注 3]を解散[20]。
- 2013年（平成25年）4月1日 - 連結子会社の伊東秀商事と茂木薬品商会の共同株式移転により、卸部門の中間持株会社として、マツモトキヨシホールセールを設立[21]。
- 2013年（平成25年）12月16日 - 大手臨床検査のファルコSDホールディングス（現：ファルコホールディングス）より、DgS運営の示野薬局の全株式を取得[22]。
- 2013年（平成25年）12月 - DgS運営のぱぱすの全株式を取得[23]。
- 2014年（平成26年）3月1日 - グループ内の組織再編を実施[24]。

| ① モリスステールのインターネット通販事業を、マツモトキヨシに統合。 |  | ② マツモトキヨシ中四国販売が、①後のモリスリテールを吸収合併。 |

- 2014年（平成26年）5月21日 -「au WALLET」[注 4]のポイントアップ店契約を締結。これにより、グループ[注 5]約1200店舗で順次サービスを開始。決済時にWALLETポイントの付与が通常の3倍になるほか、au WALLET カードで貯まったWALLETポイントをマツモトキヨシ現金ポイントに交換することも可能となる[PR 1]。
- 2014年（平成26年）8月1日 - スマートフォン・モバイル端末向け公式アプリをApp Storeと、Google Playでそれぞれ運用開始[PR 2]。
- 2014年（平成26年）10月1日 - 連結子会社のマツモトキヨシアセットマネジメント（旧茂木薬品商会）の医薬品事業を、同業のアルフレッサ ヘルスケアに譲渡[25]。
- 2015年（平成27年）3月1日 - 国内大手航空会社の日本航空とJALカード特約店契約を締結。これにより、グループ[注 6]約1500店舗（一部店舗を除く）においてJALカードで決済した場合、マイルが2倍加算されるほか、マツモトキヨシポイントカード現金ポイントとJALマイルとの相互交換サービスも可能となる[PR 3]。
- 2015年（平成27年）8月 - タイ最大の小売業のCentral Food Retail Company Ltd.[注 7]と共同で、DgS運営のCentral&Matsumotokiyoshi Ltd.を設立[26]。
- 2015年（平成27年）10月1日 - 販売事業の再編を実施[27][28]。

| ① マツモトキヨシ東日本販売が、ダルマ薬局を吸収合併。 ③ マツモトキヨシ中四国販売が、ラブドラッグスを吸収合併。 |  | ② マツモトキヨシ甲信越販売が、イタヤマ・メディコを吸収合併。 ④ 伊藤秀商事は、同業でメディパルホールディングス子会社のPALTACに吸収合併。 |

- 2015年（平成27年）12月24日 - グループ内の店舗で扱う新PBとして「matsukiyo（マツキヨ）」を発表[PR 4]。
- 2016年（平成28年）10月1日 - DgS事業の再編を実施[29]。

| ① マツモトキヨシが、杉浦薬品を吸収合併。 ③ マツモトキヨシファーマシーズが、②後のトウブドラッグを吸収合併。 |  | ② トウブドラッグのDgS事業を、マツモトキヨシに統合。 |

- 2017年（平成29年）4月1日 - 連結子会社のマツモトキヨシが、弘陽薬品を吸収合併[30]。
- 2017年（平成29年）8月 - 日本最大の通信キャリアのNTTドコモとの業務提携に合意[31]。
- 2018年（平成30年）1月 - 台湾の現地企業と共同で、DgS運営の台湾松本清股份有限公司（英: Matsumotokiyoshi (Taiwan) Ltd.）[注 8]を設立[32]。
- 2018年（平成30年）10月30日 - 中国のモバイル決済サービス「Alipay（アリペイ）」をグループ店舗（一部店舗を除く）に導入[PR 5]。
- 2019年（令和元年）6月8日 - PayPayが提供するスマートフォン決済サービス「PayPay」をグループ内の「マツモトキヨシ」・「どらっぐぱぱす」・「ダルマ」・「ミドリ薬品」・「くすりのラブ」・「シメノドラッグ」などの約1600店舗へ導入[PR 6]。
- 2019年（令和元年）6月11日 - Niantic, Inc.および株式会社ポケモンの3社間で、位置情報ゲームアプリ「Pokémon GO」でのパートナーシップ契約を締結。契約に基づき、日本・タイ・台湾のグループ店舗（約1700店舗）がゲーム内における「ポケストップ」や「ジム」となる[PR 7]。
- 2019年（令和元年）7月 - 香港法人として、松本清香港股份有限公司（英: Matsumoto Kiyoshi (HK) Co., Ltd.）を設立。

### 2020年代
- 2020年（令和2年）4月1日 - 連結子会社のマツモトキヨシ甲信越販売が、示野薬局を吸収合併[PR 8]。
- 2020年（令和2年）6月5日 - 和歌山県に「薬マツモトキヨシ キーノ和歌山店」を出店（日本全国への出店達成）[PR 9]。
- 2020年（令和2年）7月 - ベトナムの大手小売業のLotus Food Group JSCと共同で、DgS運営のMatsumoto Kiyoshi Vietnam JSCを設立[33]。
- 2021年（令和3年）10月1日 - ココカラファイングループとの経営統合が成立、株式会社マツキヨココカラ&カンパニーに商号変更（後述）。
- 2021年（令和3年）12月31日 -「Pokémon GO」の公式スポンサーを終了[34]。
- 2022年（令和4年）4月1日 - グループ再編を実施[35]。

| ① マツモトキヨシグループの機能子会社3社（エムケイプランニング、マツモトキヨシ保険サービス、マツモトキヨシホールセール）の全株式を、MCCマネジメントに移管。 ③ ①と②の7社を「株式会社MCC -」を冠した商号へ一斉変更 |  | ② ココカラファイングループの機能子会社4社（シーエフエナジー、ココカラファインソレイユ、ココカラファインアソシエ、ココカラファインフリュアヴァンス）の全株式を、MCCマネジメントに移管。 |

- 2022年（令和4年）4月26日 - 大手メーカーとの共同開発による「マツモトキヨシ」・「ココカラファイン」専売のオリジナル規格品に使用するマークとして、同年3月に展開を開始した「マ」のスクエアロゴと「ココカラファイン」ロゴを併記した「マジココ（MAJI DE COCO DAKE）」マークを制定し、同年5月発売の製品から本格展開を開始することを発表[36]。
- 2022年（令和4年）4月 - 東証の市場区分見直しに伴い、プライム市場へ移行。
- 2022年（令和4年）7月1日 - 派遣事業の再編を実施[37][38]。

| ① マツモトキヨシファーマシーズの派遣事業を、MCCアソシエ（旧：ココカラファインアソシエ）に統合。 |  | ② マツモトキヨシが、①後のマツモトキヨシファーマシーズを吸収合併。 |

- 2022年（令和4年）10月1日 - 連結子会社のMCCマネジメントが、MCCプランニングを吸収合併[39]。
- 2023年（令和5年）2月 - 米国グアム法人として、MATSUMOTOKIYOSHI GUAM Co., Ltd.を設立[40]。
- 2023年（令和5年）7月1日 - 連結子会社のMCCマネジメントが、MCCエナジーとMCCホールセールの両社を吸収合併。
- 2024年（令和6年）4月1日 - 連結子会社のマツモトキヨシグループが、DgS運営のケイポートの全株式を取得[41]。
- 2024年（令和6年）12月2日 - 連結子会社のMCCマネジメントが、化粧品メディア「LIPS」を運営するAppBrewの全株式を取得[42]。
- 2025年（令和7年）5月1日 - 「丘の上薬局」運営のティー・エムー・シーの全株式を取得[43]。
- 2025年（令和7年）10月1日 - 連結子会社のアンドカンパニーが、新生堂薬局の全株式を取得（予定）[44]。

## ココカラファインとの経営統合
- 2019年8月16日 - マツモトキヨシホールディングス（マツキヨHD）とココカラファイン（ココカラF）との間で経営統合の協議開始に関する覚書を締結。その際、独占交渉権の期間を2020年1月末までとするものの、双方の協議・交渉が継続している場合は延長されるとした[45][PR 10]。
- 2020年1月31日 - マツキヨHDとココカラFとの間で、経営統合に関する基本合意書と経営統合に向けた資本業務提携を締結[PR 11]。
- 2021年2月26日 - マツキヨHDとココカラFとの間で、経営統合に関する最終契約を締結[PR 12][46]。
- 2021年4月28日 - マツキヨHDとココカラFとの間で、経営統合に際する吸収分割契約の締結などが行われた[PR 13]。

### 経営統合の概要
1. マツキヨHDを完全親会社、ココカラFを完全子会社とする株式交換を実施。
2. マツキヨHDが子会社の管理業務等を、マツモトキヨシグループ（MKG）として分社化。
3. マツキヨHDの営業企画・営業支援機能等を、MKFC分割準備会社（2021年2月18日設立）に統合。
4. ココカラFとココカラFHの本部機能を、マツキヨHDに統合。
5. ココカラFとココカラFHの営業企画・運営支援機能等を、MKFC分割準備会社に統合。

上記の一連の手続きを実施後、マツキヨHDは株式会社マツキヨココカラ&カンパニー、ココカラFは株式会社ココカラファイングループにそれぞれ商号を変更する。また旧マツキヨHD、旧ココカラF、ココカラFHの各社の営業企画・運営支援機能等を吸収したMKFC分割準備会社の商号を株式会社MCCマネジメントに変更する。これにより、マツキヨココカラ&カンパニーを純粋持株会社、MKGとココカラFGを中間持株会社とする新体制へ移行する。

### 経営統合に伴う影響
ポイントカードにおいては、マツモトキヨシグループでは「マツキヨ現金ポイントカード」やクレジットカード一体型の「マツキヨメンバーズカード」（クレジットカードはオリエントコーポレーションが担当）、ココカラファイングループ子会社のココカラファイン ヘルスケアではVisaプリペイド一体型の「ココカラクラブカード」（Visaプリペイドはクレディセゾンが担当）、同じく子会社の岩崎宏健堂ではリライトタイプの「イワちゃんカード」がそれぞれ発行されていた。
「ココカラクラブカード」に関しては、2021年4月にサービス内容が改定され、店頭でのポイント利用が500ポイント単位から200ポイント以上・1ポイント単位に引き下げられ、ポイントの有効期限が「カードの最終利用日から1年間」から「最長2年間（年度1年間に付与されたポイントは翌々年の3月末日まで有効）」に変更、特定のキャンペーンやイベントなどで付与される期間限定ポイントが設定され、2022年6月からは各店舗ごとに実施されている「ポイント倍デー」のポイントアップ分が期間限定ポイントに変更したことで、「マツキヨ現金ポイントカード」に準じた内容となった。付随されていたVISAプリペイド機能は2023年4月末でサービス終了となったことで、この日をもって「ココカラクラブカード」は新規発行が終了となった。
2023年6月1日にマツモトキヨシグループとココカラファイン ヘルスケアのポイントサービスが「マツキヨココカラポイント」として一つに統合された（現金専用ポイントカードも統合日以降の新規発行分から新デザインの「マツキヨココカラポイントカード」へ順次切替）。ポイントサービスの統合により、2022年2月1日より実際されている相互でのポイント付与に加えて、相互でのポイント利用も可能となり、マツモトキヨシグループで導入されているステージ制をココカラファイン ヘルスケアにも拡げられた。なお、既存のカード（「マツキヨ現金ポイントカード」・「ココカラクラブカード」など）は従来通り使用可能で、マツモトキヨシ・ココカラファイン両方のカードや公式アプリを保有している場合は会員統合の手続きを行うことで2つのポイントを1つにまとめることが可能となる（ただし、カードと公式アプリを店舗ごとに使い分けている場合に公式アプリ側に統合した場合はカードの使用が不可となるので注意が必要。ポイントだけでなくステージ制における累計の購入金額も合算されるため、合算後の購入金額がステージ条件を満たす場合は統合手続き完了のタイミングでステージが昇格される）。
また、NTTドコモの「dポイント」はマツモトキヨシグループでは2018年4月30日から、ココカラファイン ヘルスケアでは2020年7月1日から順次導入されており、こちらは「マツモトキヨシ」・「ココカラファイン」どちらでも利用可能である。各社のポイントカードの同時提示及びダブルのポイント付けにおいてはマツモトキヨシグループでは導入当初より対応しているが、ココカラファイン ヘルスケアでは楽天ポイント（2022年10月31日取扱終了）と合わせて選択制で同時提示は不可であったが、2022年11月1日の利用条件変更により、「ココカラクラブカード」と「dポイント」の同時提示及びダブルのポイント付けが可能となり、ポイントの付与率が税抜200円ごとに1ポイントから税抜100円につき1ポイントに引き上げられ、マツモトキヨシグループと利用条件が統一化された。
公式オンラインストアにおいては、2024年1月17日にココカラファイングループが運営していた「ココカラクラブ」がマツモトキヨシグループが運営する「マツモトキヨシオンラインストア」へ統合され、「マツキヨココカラオンラインストア」へ名称変更してリニューアル。スマートフォン向け公式アプリにおいても、同時期に既存アプリの一部サービス終了に伴う機能制限が実施され、統合後の新たなアプリとなる「マツキヨココカラ公式アプリ」がリリースされた。
「マツキヨココカラポイント」への統合完了後も「イワちゃんカード」を継続していた岩崎宏健堂では2025年4月中旬から月末の間に店舗毎のシステム切替により「マツキヨココカラポイント」へ移行・統合され、このタイミングで「dポイント」との同時提示及びダブルのポイント付け、並びに、既に「マツキヨココカラポイントカード」・「マツキヨ現金ポイントカード」・「ココカラクラブカード」のいずれのカードを持っているか、スマートフォンに「マツキヨココカラ公式アプリ」をダウンロード済みの場合、「クスリ岩崎チェーン」の店舗でもポイント付与・利用が可能となった。

## グループ会社
孫会社は各記事のグループ企業の項を参照。
- MCCマネジメント
- マツモトキヨシグループ
- ココカラファイングループ